# Gesprenge

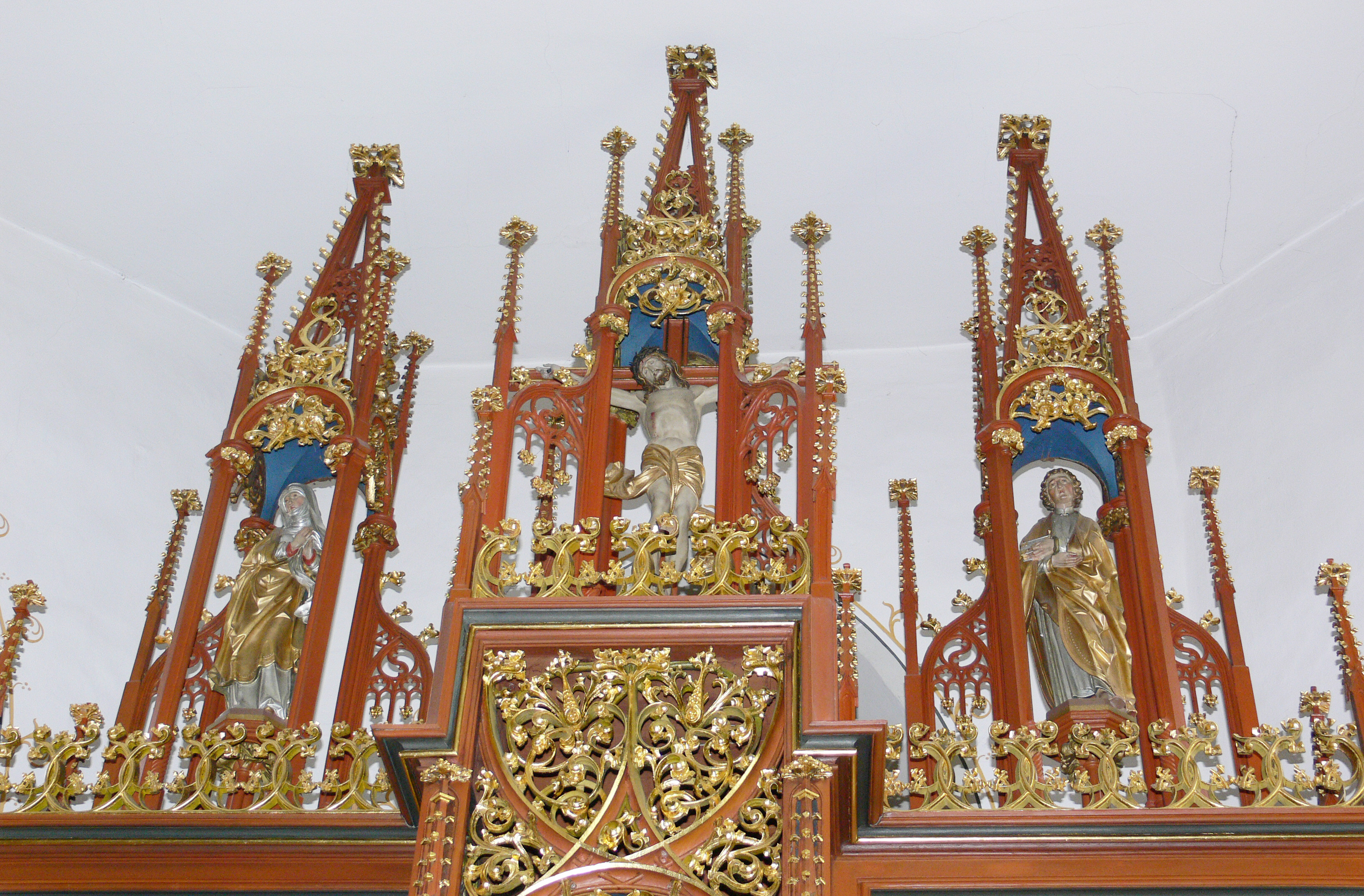
Limpach: Pfarrkirche St. Georg, Hochaltar von Theodor Schnell d. Ä., 1907: Gesprenge mit Kreuzigungsszene

Ein Gesprenge ist im engeren Sinne im Kirchenbau ein Auszug (Altarauszug) als geschnitzter Zieraufsatz oberhalb gotischer Flügel- oder Hochaltäre.
Als Gespränge werden beim historistischen Hausbau auch die Zierausfachungen in Freigespärren bezeichnet.

## Gesprenge bei Altären
Häufig bilden schlank nach oben strebende Fialen und Tabernakel, reich mit Zierwerk und Figuren besetzt, den Hauptbestandteil des Gesprenges. 
Weit verbreitet waren bis zum 19. Jahrhundert Altaraufbauten aus drei turmartig nebeneinander angeordneten Schmuckfeldern. Als figürlicher Schmuck der Gesprenge dienten meist Kreuzigungsgruppen mit Maria und Johannes, aber auch Heiligenfiguren oder Schmerzensmann-Darstellungen und Engel mit den Leidenswerkzeugen Christi sowie Wappen der Auftraggeber. Mit der Hinwendung zur Renaissance wurde immer öfter auf die Figuren verzichtet und diese wurden durch Pflanzendarstellungen ersetzt. Nach den Liturgiereformen im 20. Jahrhundert wurden in deutschen Kirchen die Gesprenge abgebaut, aber an anderer Stelle einzeln im Kirchenraum positioniert.

## Gesprenge im Hausbau

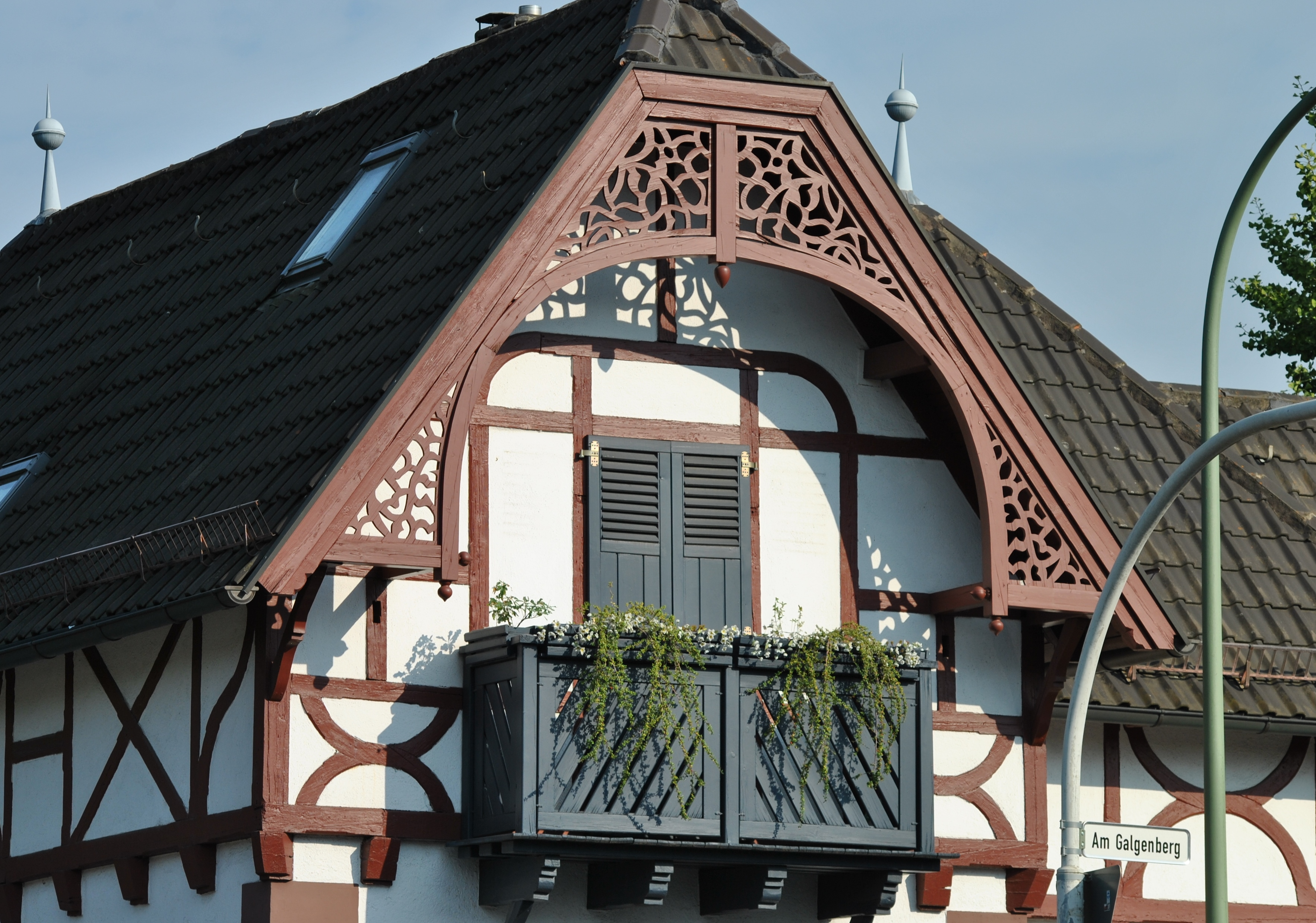
Freigespärre mit Gesprenge, um 1895 (Würzburg, Rottendorfer Straße 36, sogenanntes Zollhaus)

Selten wird als Gesprenge (Giebelgesprenge, Gesprengegiebel) auch beim historistischen Hausbau die geschnitzte Gefachzier in einem Freigespärre (Schwebegiebel) bezeichnet.
Zu unterscheiden ist vom gesprengten Giebel.